# 266622 Málna
(266622) Málna, denumire internațională (266622) Malna, este un asteroid din centura principală de asteroizi.

## Descriere
266622 Málna este un asteroid din centura principală de asteroizi. A fost descoperit pe 24 august 2008 la Piszkesteto de Krisztián Sárneczky. Asteroidul prezintă o orbită caracterizată de o semiaxă mare de 3,24 ua, o excentricitate de 0,08 și o înclinație de 3,3° în raport cu ecliptica.